# Mnason
Mnason foi um cipriota cristão do século I que foi mencionado nos Atos dos Apóstolos do Novo Testamento da Bíblia como tendo oferecido sua casa para o apóstolo Paulo e seus companheiros quando eles viajaram de Cesareia para Jerusalém no final da terceira viagem missionária de Paulo. A construção da frase em Atos 21:16 não deixa claro se Mnason acompanhou os missionários na viagem ou se apenas os hospedou e nem se sua casa era em Jerusalém ou em alguma vila no caminho. Embora seja mencionado apenas neste versículo, muitos cristãos procuraram fazer do ato de Mnason um exemplo de perseverança na fé e do exercício da hospitalidade.

## Referência bíblica
Mnason é mencionado uma única vez na Bíblia e em uma única sentença em Atos 21: «e alguns discípulos foram também conosco de Cesareia, levando consigo um certo Mnasom de Chipre, discípulo antigo, com quem nos deveríamos hospedar» (Atos 21:16). Onde era a casa de Mnason não é mencionado no texto e pode ter sido em Jerusalém ou numa vila no caminho (a viagem toda tinha entre 100 e 120 quilômetros, o que levaria pelo menos três dias).

## Interpretações

### Contexto
Nenhuma outra fonte da época cita Mnason e mais nada se sabe sobre além do que está no texto. Ele era um judeu helênico de Chipre, como o apóstolo Barnabé. Seu nome era comum na época, com aproximadamente 30 entradas no "Corpus Inscriptionum Graecarum", e era uma variante de Jasão; e é assim que aparece no Codex Sinaiticus que significa "lembrança". F. F. Bruce levantou a possibilidade alternativa de que seu nome seja uma forma helenizada do nome hebraico "Manassés", mas conclui afirmando que é muito mais provável que seja apenas um nome grego.
Mnason é descrito como um "antigo" ou "dentre os primeiros" (em grego: ἀρχαίῳ μαθητῇ), embora não se saiba exatamente quando ele fora convertido, o que é objeto de algumas discussões. J. J. Hughes sugere que ele tenha sido cristão desde a vinda do Espírito Santo no Pentecostes, como descrito em Atos 2, e, por isso, um membro fundador da igreja de Jerusalém. Já se propôs também que ele pode ter sido um dos setenta discípulos enviados por Jesus segundo o Evangelho de Lucas e é numa lista de seus nomes do século XIII, o "Livro da Abelha", que seu nome aparece. É possível também que ele tenha se convertido durante o ministério de Barnabé e Paulo quando eles passaram por Chipre durante a primeira viagem de Paulo (Atos 13).
Friedrich Blass e George Salmon sugeriram uma outra possibilidade, baseados no Codex Bezae, do século V, que localiza Mnason explicitamente numa vila no caminho de Jerusalém e não na cidade propriamente dita. Em Atos 11:2, o Codex traz uma outra variante do texto, que relata o apóstolo Pedro pregando nos distritos entre Cesareia e Jerusalém. Juntando os dois, Salmon conclui: "É uma combinação natural inferir que Mnason era um de seus [de Pedro] convertidos".
Como um dos "primeiros" discípulos, é possível que Lucas, que acompanhou Paulo na viagem de Cesareia até Jerusalém e é tradicionalmente tido como autor dos Atos, pode ter questionado Mnason para conseguir material histórico sobre a igreja antiga e que depois lhe fosse útil para escrever sua obra. Isto explicaria a menção de seu nome, apesar do papel quase irrelevante de Mnason para a narrativa. Mais especificamente, W. M. Ramsay sugeriu que Mnason seria a fonte de Lucas para as curas de Eneias e Dorcas em Atos 9.
Finalmente, o fato de Mnason ter uma casa capaz de acomodar todos os companheiros de Paulo é um indicador de sua riqueza.

### Serviço a Paulo
O principal debate acadêmico em torno da figura de Mnason gira em torno da localização de sua casa, que não aparece na maioria dos manuscritos, apesar de a ideia de que Mnason tenha vivido fora de Jerusalém encontre suporte explícito no Codex Bezae (séc. V), que descreve-o como um rico proprietário de terras vivendo entre Jerusalém e Cesareia, e numa nota marginal na Vulgata siríaca. Entre os estudiosos que apoiam esta interpretação estão George Salmon, Friedrich Blass, e Ajith Fernando. Salmon acha estranho que Paulo tenha confiado num estranho para se alojar em Jerusalém quando ele teria tido muitos amigos na cidade, incluindo os fieis que, no versículo seguinte (Atos 21:17), aparecem recebendo-o "alegremente".
Outros estudiosos do Novo Testamento afirmam que esta posição é muito improvável, entre eles F. F. Bruce, Richard C. H. Lenski e I. Howard Marshall. Lenski defendeu que esta interpretação seria contrária ao fluxo do texto, afirmando: "O ponto da narrativa jamais se volta para o local onde os viajantes pararam para pernoitar...mas onde o grupo de Paulo se alojou em Jerusalém". Marshall comentou que seria pouco comum para Lucas mencionar o anfitrião de uma única noite do grupo de Paulo e não aquele que o recebeu em Jerusalém.
A ambiguidade no texto sobre a hospitalidade demonstrada por Mnason a Paulo também levou a um debate sobre se Mnason teria acompanhado Paulo e seus companheiros a partir de Cesareia antes de oferecer-lhes abrigo em sua casa. Algumas traduções da Bíblia para o portuguêscomo a Tradução Brasileira da Bíblia, a Almeida Corrigida Fiel e a Sociedade Bíblica Britânica, relatam que os discípulos levaram Mnason com eles enquanto outras, como a Nova Versão Internacional, a Tradução do Novo Mundo e a Bíblia Católica, relatam os discípulos levando Paulo a Mnason. Esta última é geralmente a preferida pelos comentaristas bíblicos modernos; J. J. Hughes conclui: "Apesar de ambas as interpretações serem possíveis por causa da sintaxe difícil da passagem, a última é, com maior probabilidade, correta pois é difícil de entender o por quê os discípulos levariam consigo seu futuro anfitrião".
Escritores cristãos como Matthew Henry, Frederick Hastings e Alexander Maclaren também citam Mnason como um exemplo da perseverança na fé cristã, enfatizando sua disposição de hospedar os companheiros mesmo depois de muitos anos sendo cristão. Nas palavras de Maclaren, "Quão belo é ver um homem...se mantendo firmemente no Senhor que amou e serviu por toda vida". Na clássica obra alegórica de John Bunyan, "The Pilgrim's Progress" ("O Progresso dos Peregrinos"), os peregrinos ficam na casa de um sr. Mnason, claramente uma referência ao personagem bíblico.